# Nombre hyperharmonique
En mathématiques, le n-ième nombre hyperharmonique d'ordre {\displaystyle r}, noté {\displaystyle H_{n}^{(r)}}, est défini par les relations de récurrence :
{\displaystyle H_{n}^{(0)}={\frac {1}{n}}}, et {\displaystyle H_{n}^{(r)}=\sum _{k=1}^{n}H_{k}^{(r-1)}\quad (r>0)}.
En particulier, {\displaystyle H_{n}=H_{n}^{(1)}} est le n-ème nombre harmonique.
Les nombres hyperharmoniques ont été étudiés par JH Conway et RK Guy dans leur livre de 1995 The Book of Numbers:258.

## Identités impliquant des nombres hyperharmoniques
Par définition, les nombres hyperharmoniques vérifient la relation de récurrence
{\displaystyle H_{n}^{(r)}=H_{n-1}^{(r)}+H_{n}^{(r-1)}.}
Plutôt que d'utiliser les relations de récurrence, il existe une formule plus efficace pour calculer ces nombres :
{\displaystyle H_{n}^{(r)}={\binom {n+r-1}{r-1}}(H_{n+r-1}-H_{r-1}).}
Les nombres hyperharmoniques ont une relation étroite avec la combinatoire des permutations. L'identité
{\displaystyle H_{n}={\frac {1}{n!}}\left[{n+1 \atop 2}\right].}
se généralise en
{\displaystyle H_{n}^{(r)}={\frac {1}{n!}}\left[{n+r \atop r+1}\right]_{r},}
où {\displaystyle \left[{n \atop r}\right]_{r}} est le nombre de r-Stirling de première espèce.
L'expression ci-dessus avec des coefficients binomiaux donne facilement que pour tout ordre fixe {\displaystyle r\geq 2}, on a l'équivalent :
{\displaystyle H_{n}^{(r)}\sim {\frac {1}{(r-1)!}}\left(n^{r-1}\ln(n)\right),}
c'est-à-dire que le quotient des côtés gauche et droit tend vers 1 lorsque n tend vers l'infini.
Une conséquence immédiate est que
{\displaystyle \sum _{n=1}^{\infty }{\frac {H_{n}^{(r)}}{n^{m}}}<+\infty }
pour {\displaystyle m>r}.

## Fonction génératrice et séries infinies
La fonction génératrice des nombres hyperharmoniques est
{\displaystyle \sum _{n=0}^{\infty }H_{n}^{(r)}z^{n}=-{\frac {\ln(1-z)}{(1-z)^{r}}}.}
La fonction génératrice exponentielle est beaucoup plus difficile à déduire. On a, pour tout {\displaystyle r=1,2,\dots }
{\displaystyle \sum _{n=0}^{\infty }H_{n}^{(r)}{\frac {t^{n}}{n!}}=\mathrm {e} ^{t}\left(\sum _{n=1}^{r-1}H_{n}^{(r-n)}{\frac {t^{n}}{n!}}+{\frac {(r-1)!}{(r!)^{2}}}t^{r}\times _{2}F_{2}\left(1,1;r+1,r+1;-t\right)\right),}
où 2F2 est une fonction hypergéométrique. Le cas {\displaystyle r=1} pour les nombres harmoniques est un résultat classique, le résultat général a été prouvé en 2009 par I. Mező et A. Dil.
La relation suivante relie les nombres hyperharmoniques à la fonction zêta de Hurwitz :
{\displaystyle \sum _{n=1}^{\infty }{\frac {H_{n}^{(r)}}{n^{m}}}=\sum _{n=1}^{\infty }H_{n}^{(r-1)}\zeta (m,n)\quad (r\geq 1,m\geq r+1).}

## Nombres hyperharmoniques entiers
On sait que les nombres harmoniques ne sont jamais des entiers sauf dans le cas {\displaystyle n=1}. La même question peut être posée sur l'existence de nombres hyperharmoniques entiers. István Mező a prouvé que si {\displaystyle r=2} ou {\displaystyle r=3}, ces nombres ne sont jamais des nombres entiers sauf dans le cas trivial où {\displaystyle n=1}. Il a supposé que c'était toujours le cas, à savoir que les nombres hyperharmoniques d'ordre {\displaystyle r} ne sont jamais des entiers sauf lorsque {\displaystyle n=1}. Cette conjecture a été justifiée pour une classe de paramètres par R. Amrane et H. Belbachir. Surtout, ces auteurs ont prouvé que {\displaystyle H_{n}^{(4)}} n'est pas entier pour tout {\displaystyle r<26} et {\displaystyle n=2,3,\dots } L'extension aux ordres plus élevés a été réalisée par Göral et Sertbaş. Ces auteurs ont également montré que {\displaystyle H_{n}^{(r)}} n'est jamais entier lorsque {\displaystyle n} est pair ou une puissance première, ou lorsque {\displaystyle r} est impair.
Un autre résultat est le suivant. Soit {\displaystyle S(x)} le nombre de nombres hyperharmoniques non entiers tels que {\displaystyle (n,x)\in [0,x]\times [0,x]}. Alors, en supposant la conjecture de Cramér,
{\displaystyle S(x)=x^{2}+O(x\log ^{3}x).}
Il faut noter que le nombre entier de points du réseau dans {\displaystyle [0,x]\times [0,x]} est {\displaystyle x^{2}+O(x^{2})}, ce qui montre que la plupart des nombres hyperharmoniques ne peuvent pas être entiers.
Le problème a finalement été résolu par DC Sertbaş qui a découvert qu'il existe une infinité d'entiers hyperharmoniques, bien qu'ils soient assez grands. Le plus petit nombre hyperharmonique qui est un entier trouvé jusqu'à présent est
{\displaystyle H_{33}^{(64(2^{2659}-1)+32)}.}